# Вернон (Флорида)
Вернон (енгл. Vernon) град је у америчкој савезној држави Флорида. По попису становништва из 2010. у њему је живело 687 становника.

## Демографија
Према попису становништва из 2010. у граду је живело 687 становника, што је 56 (7,5%) становника мање него 2000. године.
| Група             | 2000.       | 2010.       |
| Белци             | 569 (76,6%) | 524 (76,3%) |
| Афроамериканци    | 117 (15,7%) | 98 (14,3%)  |
| Азијати           | 5 (0,7%)    | 2 (0,3%)    |
| Хиспаноамериканци | 11 (1,5%)   | 27 (3,9%)   |
| Укупно            | 743         | 687         |